# Lombardei-Rundfahrt 2024
Die Lombardei-Rundfahrt 2024 war die 118. Austragung des italienischen Eintagesrennens. Das Rennen fand am 12. Oktober statt und war Teil der UCI WorldTour 2024. Die Lombardei-Rundfahrt gehört wie Mailand–Sanremo, Paris–Roubaix, die Flandern-Rundfahrt und Lüttich–Bastogne–Lüttich zu den Monumenten des Radsports.
Der Sieg ging an den Slowenen Tadej Pogačar (UAE Team Emirates), der sich im Regenbogentrikot rund 48 Kilometer vor dem Ziel im Anstieg des Colma di Sormano von den restlichen Fahrern absetzte und die Lombardei-Rundfahrt zum vierten Mal mit einem Vorsprung von drei Minuten und 16 Sekunden vor Remco Evenepoel (Soudal Quick-Step) gewann. Platz drei ging mit einem Rückstand von vier Minuten und 31 Sekunden an Giulio Ciccone (Lidl-Trek).

## Teilnehmende Mannschaften und Fahrer
Neben den 18 UCI WorldTeams gingen auch 7 UCI ProTeams bei dem Rennen an den Start. Für jedes Team waren sieben Fahrer startberechtigt, wobei mit Romain Bardet (Team dsm-firmenich PostNL), Jan Tratnik (Team Visma-Lease a Bike), Stefan de Bod (EF Education-EasyPost) und Alessandro Iacchi (Team Corratec-Vini Fantini) vier Fahrer nicht an den Start gingen.
Als Favorit galt der amtierende Weltmeister Tadej Pogačar (UAE Team Emirates), der die letzten drei Austragungen der Lombardei-Rundfahrt gewonnen hatte. Unterstützung erhielt er von Adam Yates, Pavel Sivakov und Rafał Majka. Als größter Herausforderer des Slowenen galt der Doppel-Olympiasieger Remco Evenepoel (Soudal Quick-Step). Die Red Bull–Bora–Hansgrohe Mannschaft entsandte in Abwesenheit von Primož Roglič mit Daniel Felipe Martínez, Alexander Wlassow, Jai Hindley und Florian Lipowitz gleich mehrere potentielle Siegfahrer. Weitere bekannte Starter waren Matteo Jorgenson, Wilco Kelderman (beide Team Visma-Lease a Bike), Enric Mas, Einer Rubio (beide Movistar Team), Simon Yates, Eddie Dunbar (beide Jayco AlUla), Ben Healy, Neilson Powless (beide EF Education-EasyPost), Giulio Ciccone, Bauke Mollema (beide Lidl-Trek), Antonio Tiberi, Santiago Buitrago (beide Bahrain Victorious), Lennert Van Eetvelt (Lotto Dstny), Romain Bardet (dsm-firmenich PostNL), David Gaudu (Groupama-FDJ), Thymen Arensman (Ineos Grenadiers), Michael Woods (Israel-Premier Tech), Lorenzo Fortunato (Astana Qazaqstan), Tobias Halland Johannessen (Uno-X Mobility) und Guillaume Martin (Cofidis).
Bekannte Nicht-Starter waren neben Jonas Vingegaard (Team Visma-Lease a Bike) und Primož Roglič (Red Bull–Bora–Hansgrohe) die beiden Klassiker-Spezialisten Mathieu van der Poel (Alpecin-Deceuninck) und Wout van Aert (Team Visma-Lease a Bike). Auch Thomas Pidcock (Ineos Grenadiers) wurde von seiner Mannschaft nicht nominiert.
| UCI WorldTeams | UCI WorldTeams                  | UCI WorldTeams | UCI WorldTeams          | UCI WorldTeams | UCI WorldTeams            | UCI ProTeams | UCI ProTeams                  |
| -------------- | ------------------------------- | -------------- | ----------------------- | -------------- | ------------------------- | ------------ | ----------------------------- |
| ADC            | Alpecin-Deceuninck              | GFC            | Groupama-FDJ            | DFP            | Team dsm-firmenich PostNL | IPT          | Israel-Premier Tech           |
| ARK            | Arkéa-B&B Hotels                | IGD            | Ineos Grenadiers        | JAY            | Team Jayco AlUla          | LDT          | Lotto Dstny                   |
| AST            | Astana Qazaqstan Team           | IWA            | Intermarché-Wanty       | TVL            | Team Visma-Lease a Bike   | COR          | Team Corratec – Vini Fantini  |
| TBV            | Bahrain Victorious              | LTK            | Lidl-Trek               | UAD            | UAE Team Emirates         | PTK          | Team Polti Kometa             |
| COF            | Cofidis                         | MOV            | Movistar Team           |                |                           | TUD          | Tudor Pro Cycling Team        |
| DAT            | Decathlon AG2R La Mondiale Team | RBH            | Red Bull-Bora-Hansgrohe |                |                           | UXM          | Uno-X Mobility                |
| EFE            | EF Education-EasyPost           | SOQ            | Soudal Quick-Step       |                |                           | VBF          | VF Group-Bardiani CSF-Faizanè |

## Streckenführung
Die 118. Austragung der Lombardei-Rundfahrt führte von Bergamo über 252 Kilometer nach Como und war somit etwas länger als im Vorjahr. Die Zielankunft fand wie im Jahr 2022 in Como statt, wobei das Finale im Triangolo Lariano ausgefahren wurde. Erstmals in der Geschichte des Rennens wurde die Westauffahrt des Colma di Sormano genutzt, womit die Muro di Sormano nicht befahren wurde.
Der neutralisierte Start erfolgte in Bergamo auf dem Piazza Giacomo Matteotti, ehe die Strecke vorbei am Porta Nuova in Richtung Osten führte. Nach 2,7 Kilometern wurde das Rennen auf der SS42 freigegeben. In der frühen Rennpahse führte die Strecke nach Casazza, wo die Bergamasker Alpen nach rund 20 Kilometern erreicht wurden. Hier wurden die ersten vier Anstiege innerhalb von 70 Kilometern überquert. Den Auftakt machte der Forcellino di Bianzano (665 m), ehe es zum westlicheren Passo di Ganda (1060 m) ging. Dieser wies auf einer Länge von 9,2 Kilometern eine durchschnittliche Steigung von 7,3 % auf und wurde nach 49,8 Kilometern überquert. Auf einem kurzen Plateau führte die Strecke nach Selvino, ehe eine längere Abfahrt auf der SP28 und SP27 folgte. Kurz nach Zogno bogen die Fahrer rechts auf die SP24 ab und gelangten so auf den Colle di Berbenno, der auf einer Höhe von 697 m liegt. Nach einer weiteren Abfahrt erfolgte die Auffahrt nach Valpiana (989 m), das über die SP16 erreicht wurde. Bei Kilometer 103,8 erreichten die Fahrer den höchsten Punkt, ehe es über Roncola aus den Bergamasker Alpen ging.
Im Anschluss folgten 40 flache Kilometer, die die Fahrer von Almenno San Salvatore über Calolziocorte und Lecco ans Ufer des Comer Sees leiteten. Auf der SP583 ging es durch zwei längere Tunnel Richtung Norden, ehe die Straße bei Kilometer 157,2 in Onno erneut zu steigen begann. Bei einer durchschnittlichen Steigung von 5,7 % führten die nächsten fünf Kilometer auf die Sella di Osigo (492 m), die sich kurz vor dem Ortsgebiet von Valbrona befand. Nach einer kurzen flachen Abfahrt begann die Straße in Asso erneut zu steigen und führte zur Madonna del Ghisallo (758 m), die 78,3 Kilometer vor dem Ziel erreicht wurde. Die Südauffahrt des bekannten Anstiegs wies dabei auf einer Länge von 6,3 Kilometern eine durchschnittliche Steigung von 4,1 % auf, womit sie deutlich flacher als die anspruchsvollere Nordauffahrt ist. Nach der anschließenden befanden sich die Fahrer in Bellagio und somit am nördlichsten Punkt des Triangolo Lariano. Nun führten rund 15 flache Kilometer entlang des Seeufers in Richtung Süden, ehe der Anstieg auf den Colma di Sormano (1121 m) in Nesso begann. Dieser wies auf einer Länge von 12,9 Kilometern eine durchschnittliche Steigung von 6,4 % auf. Auf den ersten zehn Kilometern lag die durchschnittliche Steigung bei rund 7 %, ehe ein rund 1000 Meter langes Flachstück auf dem Pian del Tivano folgte. Die letzten 1500 Meter wiesen jedoch mit einem Schnitt von mehr als 9 % die höchsten Steigungsprozente auf. Nachdem die Passhöhe 42 Kilometer vor dem Ziel passiert worden war, folgte eine längere, gut ausgebaute Abfahrt, die die Fahrer zurück nach Asso leitete.
Nun folgten 15 großteils flache Kilometer, die von Canzo über Albavilla nach Tavernerio führten. Über die abschüssige Via Rienza erreichten die Fahrer den Zielort Como, wobei im Finale eine kurze Zusatzschleife absolviert werden musste. Diese führte vorbei am Zentrum zur Via Nino Bixio, ehe der Anstieg von San Fermo della Battaglia (397 m) in Angriff genommen wurde. Die Auffahrt erfolgte auf der schmalen und kurvenreichen Via XXVII Maggio, die für 2,7 Kilometer mit 7,2 % im Schnitt anstieg. Nachdem der höchste Punkt 5,3 Kilometer vor dem Ziel erreicht worden war, erfolgte die abschließende Abfahrt auf der Viale per San Fermo della Battaglia, ehe der Zielstrich auf der Lungo Lario Trento überquert wurde. Die letzten 1500 Meter verliefen flach, wobei die Zielgerade rund 800 Meter lang war.
Aufgrund der starken Regenfälle musste die Streckenführung kurzfristig an zwei Stellen verändert werden. Der Anstieg nach Selvino ersetzte den Passo di Ganda und die Zielgerade wurde auf die Viale Felice Cavallotti verlegt. Die Strecke war somit 255 Kilometer lang.
| # |                           | Kilometer | Höhe (m) | Länge (km) | Ø Steigung | max. Steigung |
| - | ------------------------- | --------- | -------- | ---------- | ---------- | ------------- |
| 1 | Forcellino di Bianzano    | 29,9      | 665      | 6,3        | 5,2 %      |               |
| 2 | Passo di Ganda            | 49,8      | 1060     | 9,2        | 7,3 %      | 15 %          |
| 3 | Colle di Berbenno         | 83,9      | 697      | 4,5        | 6,2 %      |               |
| 4 | Valpiana                  | 103,8     | 989      | 10,3       | 6,5 %      |               |
| 5 | Sella di Osigo            | 162,4     | 492      | 5          | 5,7 %      | 9 %           |
| 6 | Madonna del Ghisallo      | 173,7     | 753      | 6,3        | 4,1 %      | 10 %          |
| 7 | Colma di Sormano          | 210       | 1121     | 12,9       | 6,4 %      | 13 %          |
| 8 | San Fermo della Battaglia | 246,8     | 397      | 2,7        | 7,2 %      | 10 %          |
|   | Ziel                      | 252       |          |            |            |               |

## Rennverlauf und Ergebnis
| Platz | Fahrer              | Nation | Team                          | Zeit                   |
| ----- | ------------------- | ------ | ----------------------------- | ---------------------- |
| 01.   | Tadej Pogačar       | SLO    | UAE Team Emirates             | 6:04:58 h (41,92 km/h) |
| 02.   | Remco Evenepoel     | BEL    | Soudal Quick-Step             | + 3:16 min             |
| 03.   | Giulio Ciccone      | ITA    | Lidl-Trek                     | + 4:31 min             |
| 04.   | Ion Izagirre        | ESP    | Cofidis                       | + 4:34 min             |
| 05.   | Enric Mas           | ESP    | Movistar Team                 | "                      |
| 06.   | Pavel Sivakov       | FRA    | UAE Team Emirates             | "                      |
| 07.   | Lennert Van Eetvelt | BEL    | Lotto Dstny                   | "                      |
| 08.   | Neilson Powless     | USA    | EF Education-EasyPost         | + 4:58 min             |
| 09.   | David Gaudu         | FRA    | Groupama-FDJ                  | "                      |
| 10.   | Xandro Meurisse     | BEL    | Alpecin-Deceuninck            | "                      |
| 11.   | Roger Adrià         | ESP    | Red Bull-Bora-hansgrohe       | "                      |
| 12.   | Bauke Mollema       | NED    | Lidl-Trek                     | "                      |
| 13.   | Michael Storer      | AUS    | Tudor Pro Cycling Team        | "                      |
| 14.   | Giulio Pellizzari   | ITA    | VF Group-Bardiani CSF-Faizanè | + 5:45 min             |
| 15.   | Thymen Arensman     | NED    | Ineos Grenadiers              | + 7:06 min             |
| 16.   | Nairo Quintana      | COL    | Movistar Team                 | + 7:28 min             |
| 17.   | Archie Ryan         | IRL    | EF Education-EasyPost         | "                      |
| 18.   | Lorenzo Fortunato   | ITA    | Astana Qazaqstan Team         | "                      |
| 19.   | Georg Zimmermann    | GER    | Intermarché-Wanty             | + 7:56 min             |
| 20.   | Filippo Zana        | ITA    | Team Jayco AlUla              | "                      |

## Vergabe der UCI-Punkte
Die Lombardei-Rundfahrt 2024 war Teil der UCI WorldTour 2024. Nach dem Rennen wurden UCI-Punkte vergeben, die sich auf die Platzierung der Fahrer und Mannschaften im UCI-Ranking auswirkten. Die Punktevergabe erfolgte nach folgendem Schlüssel:
| Platzierung  | 1.  | 2.  | 3.  | 4.  | 5.  | 6.  | 7.  | 8.  | 9.  | 10. | Anmerkung                               |
| ------------ | --- | --- | --- | --- | --- | --- | --- | --- | --- | --- | --------------------------------------- |
| Tageswertung | 800 | 640 | 520 | 440 | 360 | 280 | 240 | 200 | 160 | 135 | gestaffelt bis zum 60. Platz (5 Punkte) |